# Grantia phillipsii
Grantia phillipsii är en svampdjursart som beskrevs av Lawrence Morris Lambe 1900. Grantia phillipsii ingår i släktet Grantia och familjen Grantiidae.
Artens utbredningsområde är havet utanför Grönland. Inga underarter finns listade i Catalogue of Life.